# Gmina Walim
Die Gmina Walim ['valim] ist eine Landgemeinde im Powiat Wałbrzyski der Woiwodschaft Niederschlesien in Polen. Ihr Sitz ist der gleichnamige Ort (deutsch: Wüstewaltersdorf) mit etwa 2300 Einwohnern.

## Geographie

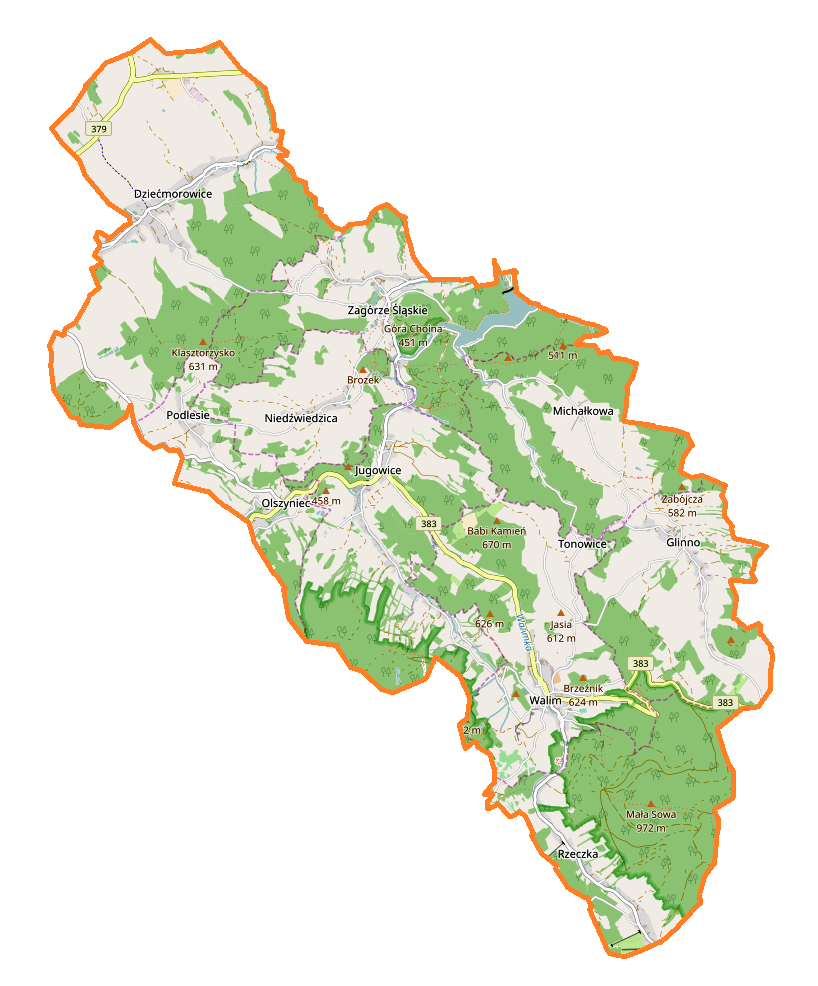
Karte der Gemeinde

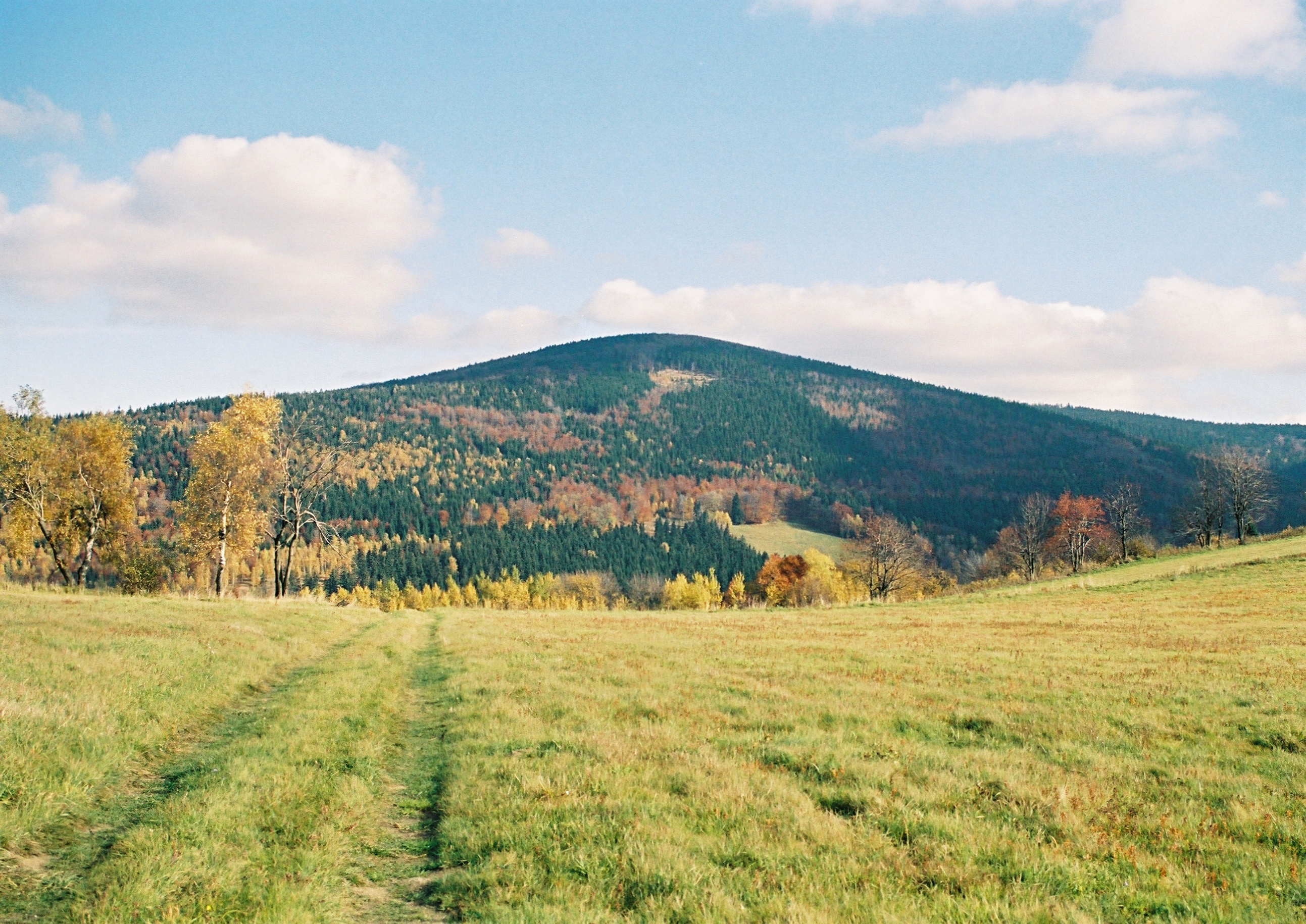
Blick von Rzeczka auf die Kleine Eule

Die Gemeinde liegt im Süden der Woiwodschaft. Breslau liegt etwa 60 Kilometer nordöstlich. Nachbargemeinden sind Wałbrzych (Waldenburg) im Nordwesten, Świdnica im Nordosten, Pieszyce im Südosten, Nowa Ruda im Süden und Głuszyca sowie Jedlina-Zdrój im Westen.
Der Süden der Gemeinde gehört zum Eulengebirge. Die höchste Erhebung auf Gemeindegebiet ist die Mała Sowa (Kleine Eule) mit 972 m n.p.m. Höhe. Jenseits der Gemeindegrenze liegt die 1014 Meter hohe Wielka Sowa (Hohe Eule). Zu den Fließgewässern gehören die Bystrzyca (Schweidnitzer Weistritz) und deren Zufluss Walimka. Die Bystrzyca wird bei Zagórze Śląskie zum Jezioro Bystrzyckie (auch Jezioro Lubachowskie) aufgestaut.

## Geschichte
Die Landgemeinde wurde 1973 aus Gromadas wieder gebildet. Ihr Gebiet kam 1975 von der Woiwodschaft Breslau zur Woiwodschaft Wałbrzych, der Powiat wurde aufgelöst. Zum 1. Januar 1999 kam die Gemeinde zur Woiwodschaft Niederschlesien und zum wieder errichteten Powiat Wałbrzyski. Der Ort Walim hatte von 1957 bis 1972 den Status einer Osiedle (stadtartige Siedlung).

## Partnerschaften
Gemeindepartnerschaften bestehen mit Harkakötöny in Ungarn und der Gmina Wolin (Wollin) in der Woiwodschaft Westpommern.

## Gliederung
Die Landgemeinde (gmina wiejska) Walim besteht aus neun Dörfern mit einem Schulzenamt (sołectwo; deutsche Namen, amtlich bis 1945).
- Dziećmorowice (Dittmannsdorf)
- Glinno (Heinrichau)
- Jugowice (Hausdorf)
- Michałkowa (Michelsdorf)
- Niedźwiedzica (Bärsdorf)
- Olszyniec (Erlenbusch)
- Rzeczka (Dorfbach und Schlesisch Falkenberg)
- Walim (Wüstewaltersdorf)
- Zagórze Śląskie (Kynau)

Ortsteile dieser Dörfer sind Dalków (Niedergrund), Domachów, Grządki (Grund), Podlesie (Wäldchen), Rzeczka Górna, Sędzimierz (Neugericht), Siedlików, (Zedlitzheide), Sitowo und Stary Julianów.

## Verkehr
Die Woiwodschaftsstraße DW383 führt von Jedlina-Zdrój (Bad Charlottenbrunn) über Walim nach Dzierżoniów (Reichenbach im Eulengebirge). Der nächste internationale Flughafen ist Breslau.